# Toda la sangre
Toda la sangre es una serie mexicana de suspenso, crimen y drama detectivesca de streaming basada en el libro del mismo nombre de Bernardo Esquinca. La serie está protagonizada por Aarón Díaz y Ana Brenda Contreras. La serie se estrenó el 15 de septiembre de 2022 en Starzplay en Latinoamérica.

## Argumento
Casasola es un periodista que une fuerzas con la teniente Edith Mondragón para descubrir la verdad detrás de una serie de asesinatos seriales que se asemejan a los sacrificios aztecas en la Ciudad de México actual.

## Reparto
- Aarón Díaz como el periodista Casasola
- Ana Brenda Contreras como la teniente Edith Mondragón
- Yoshira Escárrega como la antropóloga Elisa Matos
- Clementina Guadarrama como La Bruja
- Julio Casado como el detective Mejía
- Odiseo Bichir como El Griego
- Antonio Trejo Sánchez como Yolotl
- Gerardo Murguía como David Matos
- Cinthia Vázquez
- Armando Torrea

## Producción
El 3 de agosto de 2020, Toda la sangre fue anunciada como una de las primeras series originales internacionales de Starz para su servicio de streaming Starzplay. La serie está coproducida con Pantaya, Spiral International y Fremantle. El 3 de agosto de 2021, Aarón Díaz y Ana Brenda Contreras fueron elegidos para los papeles principales de la serie. El rodaje de la serie comenzó el 12 de agosto de 2021 y duró doce semanas. El 1 de agosto de 2022 se anunció que la serie se estrenaría el 15 de septiembre de 2022.